# آرتمیس فاول و انتقام اپال
آرتمیس فاول و انتقام اُپال (به انگلیسی: Artemis Fowl: The Opal Deception) جلد چهارم مجموعه آرتمیس فاول اثر اون کالفر است که در ۳۰ آوریل ۲۰۰۵ منتشر شده‌است.

## خلاصه
آرتمیس تابلوی گران‌قیمت «دزد اجنه» را از صندوق امانات بانک مونیخ می‌دزدد و به اتاقش در هتل می‌برد تا آزمایش‌های لازم را روی آن انجام دهد. درست در همین موقع دشمن او اوپال طبق برنامه، موشکی مسلح به بیوبمب به سوی او می‌فرستد…